# جيمس تي باترسون
جيمس تي باترسون (بالإنجليزية: James T. Patterson)‏ هو مؤرخ العصر الحديث ‏ ومؤرخ وأستاذ جامعي أمريكي، ولد في 1935.